# Spytajny
Spytajny (deutsch Spittehnen) ist ein Ort in der polnischen Woiwodschaft Ermland-Masuren. Er gehört zur Gmina Bartoszyce (Landgemeinde Bartenstein) im Powiat Bartoszycki (Kreis Bartenstein (Ostpr.)).

## Geographische Lage
Spytajny liegt in der nördlichen Mitte der Woiwodschaft Ermland-Masuren, 17 Kilometer südöstlich der früheren und heute auf russischem Hoheitsgebiet gelegenen Kreisstadt Preußisch Eylau (russisch Bagrationowsk) bzw. vier Kilometer westlich der heutigen Kreismetropole Bartoszyce (deutsch Bartenstein).

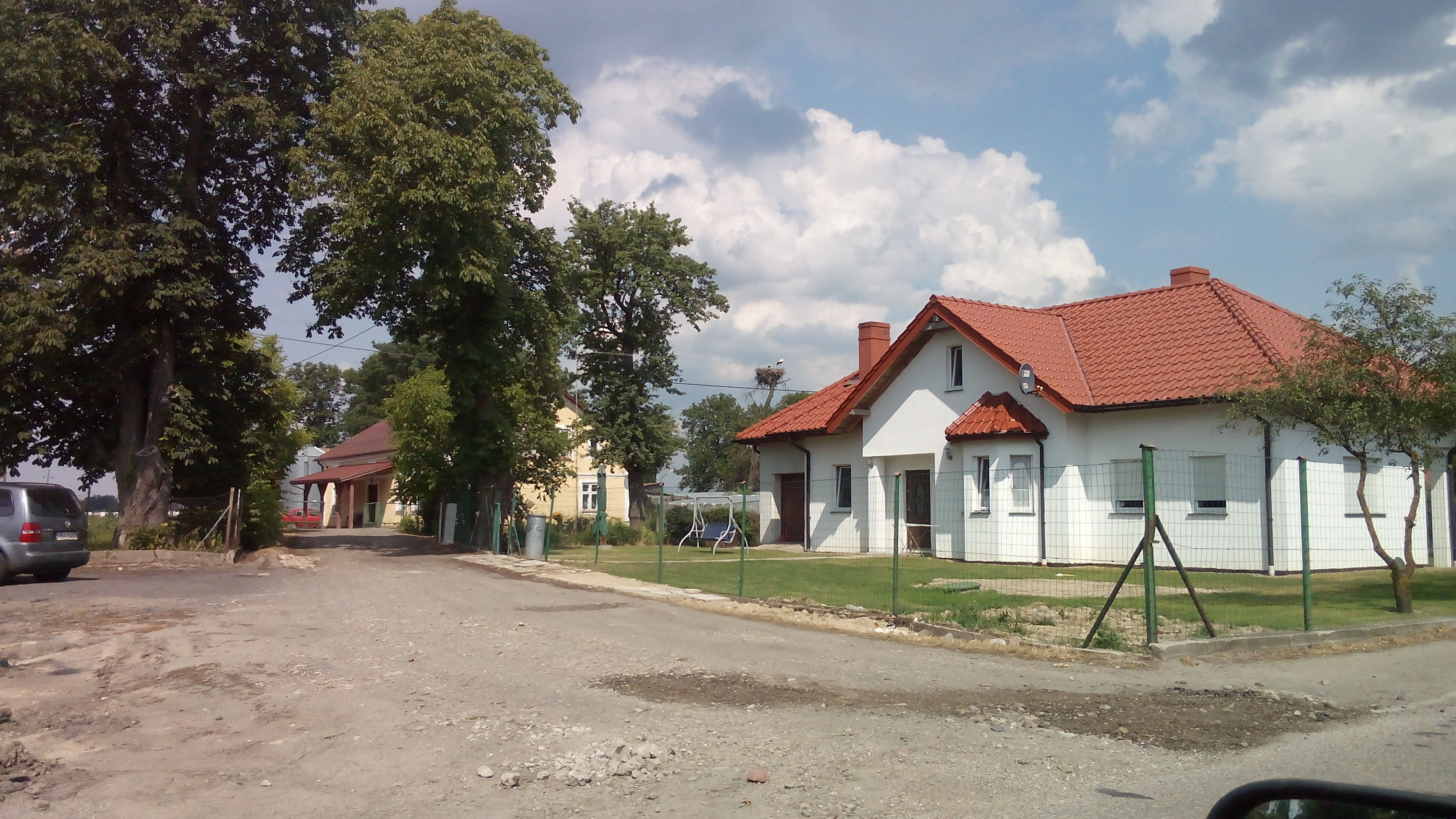
Dorfstraße in Spytajny

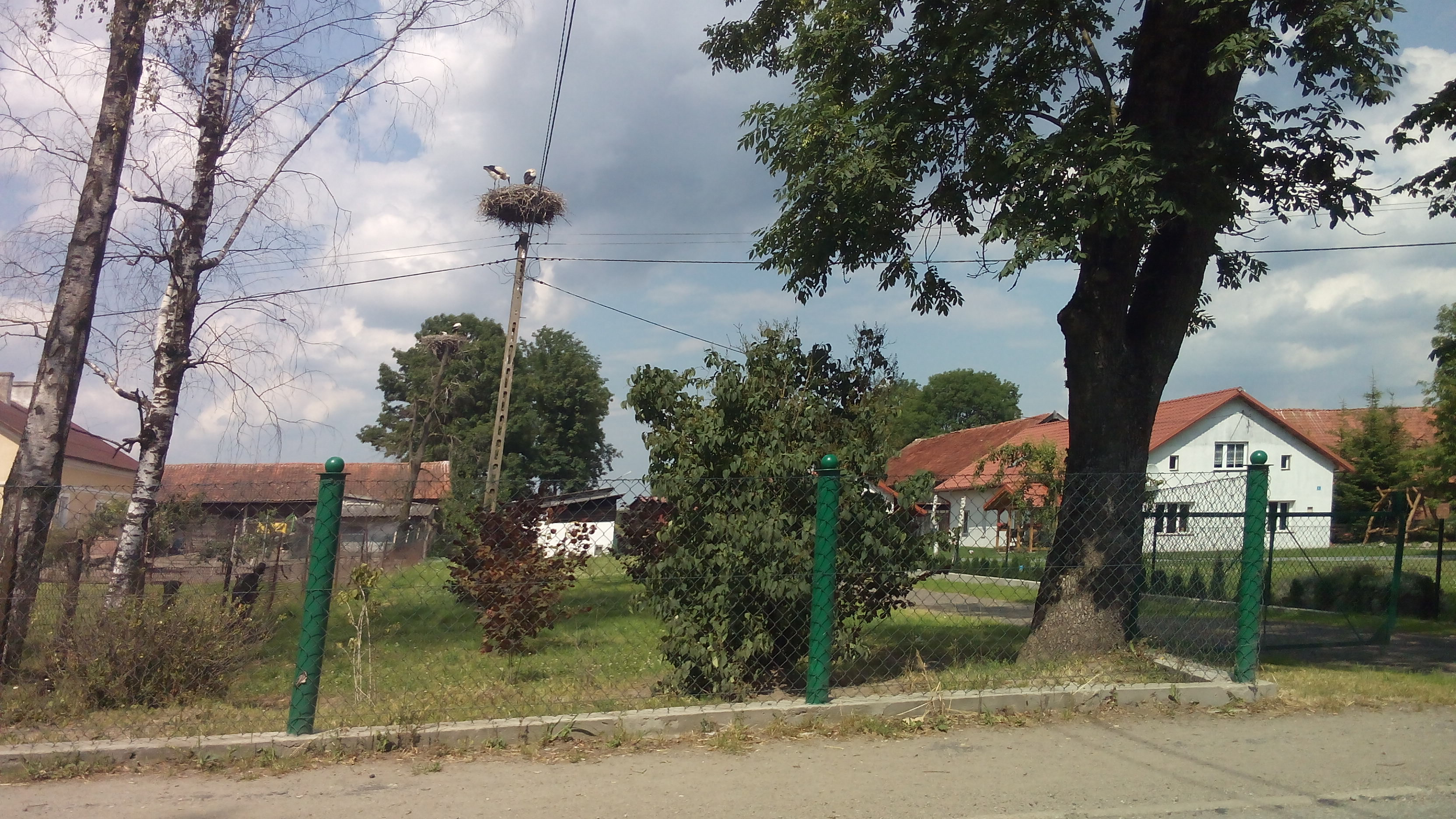
Dorfansicht mit Storchennest

## Geschichte

### Ortsgeschichte
1326 ist das Gründungsjahr des seinerzeit Hof Urban – nach 1326 Urbach und Spiteyn, nach 1347 Spitteinen, nach 1414 Spiteynen, vor 1785 Spitehnen, nach 1785 Spittehnen – genannten Ortes. Im Jahre 1910 zählte das Dorf im ostpreußischen Kreis Preußisch Eylau 328 Einwohner.
Nachdem Spittehnen wie auch der Nachbarort Ardappen (polnisch Adarpy)  am 1. April 1936 aus dem Kreis Preußisch Eylau in den Kreis Bartenstein (Ostpr.) (bis 1927 „Kreis Friedland“) umgegliedert worden war, wurde es am 1. Januar 1937 Amtsdorf und damit namensgebend für einen Amtsbezirk, der bis 1945 bestand. Im Jahre 1933 belief sich die Einwohnerzahl des Dorfes Spittehnen auf 337, im Jahre 1939 auf 330.
Als 1945 in Kriegsfolge das gesamte südliche Ostpreußen an Polen abgetreten wurde, erhielt Spittehnen die polnische Namensform „Spytajny“. Heute ist das Dorf in die Landgemeinde Bartoszyce (Bartenstein) im Powiat Bartoszycki eingegliedert, von 1975 bis 1998 der Woiwodschaft Olsztyn, seither der Woiwodschaft Ermland-Masuren zugehörig.

### Amtsbezirk Spittehnen (1937–1945)
Zum Amtsbezirk Spittehnen gehörten in der Zeit seines Bestehens vier Orte:
| Deutscher Name | Polnischer Name | Anmerkungen                                             |
| -------------- | --------------- | ------------------------------------------------------- |
| Ardappen       | Ardapy          | bis 1937: Amtsbezirk Borken (Kr. Preußisch Eylau)       |
| Loyden         | Łojdy           | bis 1937 Amtsbezirk Liekeim (Kr. Friedland/Bartenstein) |
| Markienen      | Markiny         | bis 1937 Amtsbezirk Liekeim                             |
| Spittehnen     | Spytajny        | bis 1937 Amtsbezirk Borken                              |

## Religion

### Christentum
Bis 1945 war Spittehnen in die evangelische Kirche Borken (Ostpreußen) (polnisch Borki) in der Kirchenprovinz Ostpreußen der Kirche der Altpreußischen Union, außerdem in die römisch-katholische Kirche Bartenstein im damaligen Bistum Ermland eingepfarrt.
Heute gehört Spytajny katholischerseits zur Pfarrei in Bartoszyce, jetzt im Erzbistum Ermland gelegen, ebenso evangelischerseits zur Kirchengemeinde der Kreisstadt, die eine Filialgemeinde der Johanneskirche in Kętrzyn (Rastenburg) in der Diözese Masuren der Evangelisch-Augsburgischen Kirche in Polen ist.

## Verkehr
Spytajny liegt an der verkehrsreichen Woiwodschaftsstraße 512, die von der polnisch-russischen Staatsgrenze bei Szczurkowo (Schönbruch) über Bartoszyce (Bartenstein) und Górowo Iławeckie (Landsberg (Ostpr.)) bis nach Pieniężno (Mehlsack) führt. Zwei Nebenstraßen vernetzen Spytajny außerdem mit den Nachbarorten.
Eine Bahnanbindung besteht nicht mehr, seitdem die nächstgelegene Bahnstation in Bartoszyce und der früheren Bahnstrecke Głomno–Białystok nicht mehr an den Bahnverkehr angeschlossen ist.